# لويس مانويل رودريغيز
لويس مانويل رودريغيز مواليد 17 يونيو 1937 في كوبا - الوفاة 8 يوليو 1996 في ميامي، فلوريدا، الولايات المتحدة، كان ملاكم كوبي سابق صنّف ضمن فئة وزن الوسط.

## إحصائيات
خاض خلال مسيرته 121 نزالا، فاز في 107 وخسر في 13. فاز بالضربة القاضية في 49 نزالا.

## روابط خارجية
- لويس مانويل رودريغيز على موقع بوكس ريك (الإنجليزية) (registration required)